# Bărcănești (okręg Aluta)
Bărcănești – wieś w Rumunii, w okręgu Aluta, w gminie Vâlcele. W 2011 roku liczyła 822 mieszkańców. 